# Котельниково (Зеленоградський район)
Котельниково (рос. Котельниково) — селище Зеленоградського району, Калінінградської області Росії. Входить до складу Переславського сільського поселення.
Населення — 15 осіб (2015 рік).

## Населення
| 2002 | 2010 |
| ---- | ---- |
| 18   | ↘15  |